# كبانة (طعام)
كبانة هي إحدى أنواع الكعك اليمني، يكون قوامها هش أسفنجي ورطب. تؤكل مع الشاي أو القهوة وتحضر من الدقيق الأبيض والزيت والذرة وخميرة الباكنج بودر والماء.